# Борьба за болгарскую церковную независимость
Борьба за болгарскую церковную независимость началась в XVIII веке как часть болгарского национального возрождения после перевода в 1760-е прежде независимых церковных юрисдикций со значительной частью болгарской по национальности паствы в подчинение Вселенского патриархата в Константинополе, столице Османской империи. 
В 1870 году османский султан Абдул-Азиз учредил Болгарский экзархат; два года после того, Константинопольский патриархат предал анафеме как схизматиков епископат и последователей Болгарского экзархата, квалифицируя его как проявление филетизма (то есть преобладание этно-национального начала над церковным). Болгарская церковь была признана Вселенским патриархатом как автокефальная в 1945 году под давлением властей СССР и при посредничестве Московского патриархата , первый патриарх был избран на церковно-народном соборе в Софии в 1953 году. Болгарский патриархат получил признание от большинства других православных церквей в 1953―1955 годах и от Константинопольской православной церкви в 1961 году; с этого года Константинопольский и Болгарский патриархаты восстановили своё общение.

## Предыстория
Болгария была крещена в 865 году по инициативе ранее обратившегося в христианство царя Бориса I. На Константинопольском соборе в 869―870 годах обсуждался статус Болгарской церкви: на заседании собора, прошедшем 4 марта 870 года, Болгарской церкви был дарован статус архиепархии. После победы над византийцами в битве при Ахелое в 917 году князь Симеон I провозгласил себя царём болгар и римлян, и спустя два года (по другим данным ― после 926 года) Болгарская церковь была признана автокефальной, архиепископ получил статус патриарха; в 927 году церковь, став патриархатом, заняла шестое место в диптихе.
В период 1018—1186 годов Болгарская церковь подчинялась Константинопольскому патриарху. В последующие два века Болгарская церковь имела статус независимой, однако после захвата Тырнова Османской империей патриарх Евфимий Тырновский был сослан в Бачковский монастырь, где и умер между 1402 и 1409 годами. В 1416 году Тырновский патриархат окончательно перешёл под контроль Константинопольского; в 1766 году  был вновь ликвидирован Печский патриархат, а в январе 1767 года Вселенский патриарх Самуил I, по письменной просьбе Охридского архиепископа Арсения II, упразднил автокефальную Охридскую архиепископию. Таким образом, все земли Болгарии перешли в состав Константинопольского патриархата.

## При Османской империи

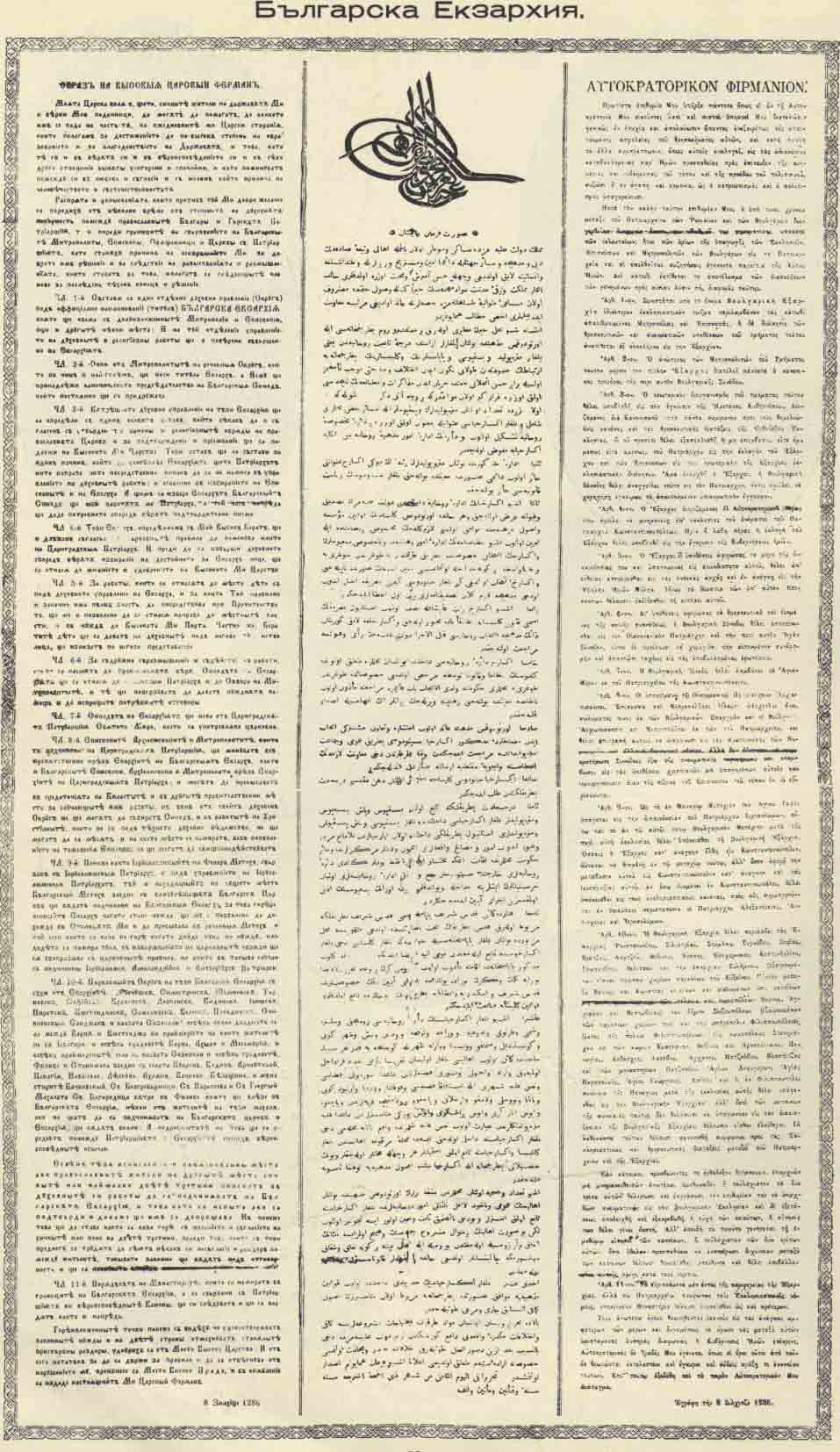
Фирман султана Абдул-Азиза об учреждении Болгарского экзархата

Борьба за независимость Болгарской православной церкви началась в XVIII веке как часть болгарского национального возрождения. 27 февраля 1870 года султан Абдул-Азиз издал фирман, учреждавший Болгарский экзархат, который получил практически полную независимость от Константинопольского патриарха, за исключением отдельных случаев наподобие избрания нового экзарха. В 1871 в Константинополе прошёл первый церковно-народный собор, разработавший и принявший положение об управлении экзархатом; первым экзархом был поставлен в 1872 году митрополит Анфим (Чалыков). Константинопольский церковный собор в том же году провозгласил, что Болгарская церковь впала в филетизм (принесение церковных интересов в жертву национальным) и признал всех его сторонников раскольниками.

## В независимой Болгарии
После русско-турецкой войны 1877―1878 годов было образовано вассальное Княжество Болгария, на которое вместе с Восточной Румелией, Македонией и Восточной Фракией распространялась юрисдикция Болгарского экзархата. Однако, вследствие того, что в Османской империи всё ещё проживало 1,5 миллиона болгар, резиденция экзарха действовала в Константинополе. В Тырновской конституции было прописано, что в отношении религии княжество подчиняется высшей духовной власти независимо от её местонахождения, подтверждая единство болгарского народа, которого хотел достичь экзарх Иосиф I.
По положениям Бухарестского мирного договора 1913 года, Болгарский экзархат терял все епархии, находившиеся в составе европейской части Турции, в результате чего экзарх перенёс свою кафедру в Софию, а в Константинополе учредил представительство экзархата. Благодаря посредничеству Русской православной церкви 22 февраля 1945 года Болгарская православная церковь получила автокефалию. Во время третьего церковно-народного собора в Софии 10 мая 1953 года патриархом Болгарской церкви был избран Кирилл (Константинов). В 1953―1955 годах новый патриархат был признан православными церквями Антиохии, Грузии, России, Румынии, Чехословакии, Польши, Александрии и Сербии. Константинопольский патриархат признал Болгарскую православную церковь в 1961 году и восстановил с ней общение.